# WxDownload Fast
wxDownload Fast (также известный как wxDFast) — это свободный менеджер закачек для Microsoft Windows, Mac OS X, BSD, Linux с открытым исходным кодом. Кроме того, является многопоточным менеджером закачек (ускоритель загрузок и сегментированная закачка), это означает, что wxDownload Fast способен разделить файл на множество частей и скачать их одновременно, тем самым уменьшив время передачи. 
Программа написана на языке программирования C++ с использованием библиотеки WxWidgets и может быстро быть построена на MinGW или MSVC, что позволяет быть только свободным и открытым программным обеспечением, которое распространяется под лицензией GNU GPL.

## Возможности
Как и все другие программы подобного рода wxDownload Fast предназначен для загрузки файлов из Интернета или локальной сети с максимальной скоростью.
- Многопоточная загрузка файлов.
- Поддержка протоколов FTP и HTTP (без поддержки HTTPS).
- Поддержка Metalink.
- Возобновление загрузки файла с последнего места его разрыва (докачка).
- Вычисление контрольной суммы MD5/SHA1 скачанных файлов.
- Многофункциональная настройка и работа с прокси.
- Органайзер.
- Планировщик задач (загрузка неограниченного количества файлов по расписанию в разное время суток).
- Возможность приостанавливать и возобновлять загрузки.
- Подключение к HTTP или FTP сайтам, для входа на которые требуется пароль.
- Интеграция в браузер Mozilla Firefox с помощью FlashGot.
- Портативная версия для Microsoft Windows.
- Многоязычная поддержка языков (включая русский язык).